# Erateina trisectistriga
Erateina trisectistriga är en fjärilsart som beskrevs av Paul Dognin 1908. Erateina trisectistriga ingår i släktet Erateina och familjen mätare. Inga underarter finns listade i Catalogue of Life.